# پائولو بنتی
پائولو بنتی (انگلیسی: Paolo Benetti؛ زادهٔ ۲۸ آوریل ۱۹۶۵) بازیکن پیشین و سرمربی کنونی فوتبال اهل ایتالیا است.

## افتخارات

### به عنوان بازیکن
آ.ث. میلان
- سری بی(۱): ۸۳–۱۹۸۲

کاتانزارو
- سری سی(۲): ۸۵–۱۹۸۴، ۸۷–۱۹۸۶

### عنوان دستیار
موناکو
- لیگ ۲(۱): ۱۳–۲۰۱۲

لستر سیتی
- لیگ برتر فوتبال انگلستان(۱): ۱۶–۲۰۱۵[۲]